# Edvard, den sorte prins
Edvard af Woodstock, kendt som Den sorte prins (født 15. juni 1330, død 8. juni 1376), var den ældste søn af kong Edvard 3. af England og Filippa af Hainaut.

## Biografi
Han blev født i Woodstock Palace i Oxfordshire. I 1333 blev han jarl af Chester og i 1337 hertug af Cornwall. Edvard var den første, som fik en engelsk hertugtitel. I 1343 blev han fyrste af Wales. 
Prinsen er mest kendt for sit militære talent. Han deltog i slaget ved Crécy sammen med sin far, da han bare var seksten år gammel, og viste sig meget tapper. Ti år senere havde han kommandoen i slaget ved Poitiers, også en engelsk sejr, og i 1367 sejrede han i slaget ved Nájera i det nordlige Castilien. 
Han fortsatte traditionen med  walisiske og engelske bueskytter i hæren, og den engelske langbue var en vigtig faktor i flere slag. Edvard var en af de første kommandanter, som begyndte at udstyre hæren med uniformer; han klædte sine styrker fra Cheshire og Flintshire i grønt og hvidt. 
Han skal have sit emblem (fyrsten af Wales' fjer og mottoet "Ich dien" (plattysk: "Jeg tjener") fra kong Johan af Böhmen), som han kæmpede mod ved Crécy. Ifølge legenden gik prinsen efter slaget hen til kongens lig. Kongen var blind, men var alligevel redet ind i slaget, og prinsen beundrede ham for det. Han løftede kongens hjelm op; den var pyntet med strudsefjer, og tog hans motto som sit eget. Både våbnet med fjer og mottoet blev også brugt af prinsens brødre. 
Edvard voksede op sammen med sin kusine Joan af Kent. Han giftede sig med hende i oktober 1361; ægteskabet var kontroversielt.[kilde mangler] Da parret var i familie i 3. led og da Edvard var gudfar til et af Joans 3 børn måtte pavens tillaledes gives før ægteskabet kunne indgås. Parret fik to sønner: Edvard, som døde som spæd, og den senere Richard 2.. Han blev kort tid efter brylluppet sendt til Aquitanien på sin fars vegne, og i 1367 fik han også magten i Biscaya af Peter 1. af Castilien. 
Hans felttog på kong Peters vegne ødelagde hans helbred og økonomi, og han måtte i 1371 opgive Aquitanien og vende tilbage til England. Efter at have forsøgt at tage del i styringen af landet måtte han snart efter indse, at han ikke kunne vende tilbage til en militær post. Han døde i Westminster den 8. juni 1376 på treenighedssøndag og blev begravet i Canterburykatedralen. Hans unge søn blev tronarving. 
Tilnavnet Den sorte prins ("Black Prince") blev ikke brugt i hans egen tid; han var kendt som Edward af Woodstock efter fødestedet. Det var formentlig først omkring 200 år efter hans død, at navnet blev brugt, muligvis fordi han havde en sort rustning eller en kappe, eller fordi franskmændene så på hans sejre i Hundredårskrigen som et mørkt kapitel. Siden tilnavnet blev taget i brug, har han sjælden været omtalt under andre navne.
Den sorte prins blev også brugt om hans ældste søn, som også hed Edvard, og som fulgte faren på flere felttog. Han døde imidlertid før kongen, og det blev dennes søn, som fulgte Edvard 3. på tronen.
Han var ridder af Hosebåndsordenen.
1. ↑  Navnet er anført på engelsk og stammer fra Wikidata hvor navnet endnu ikke findes på dansk.